# Radioactivitate cluster
Radioactivitatea cluster (numită și emisie spontană de ioni grei sau dezintegrare exotică) este un tip de dezintegrare nucleară în care un nucleu părinte cu număr de masă A, având A nucleoni dintre care Z sunt protoni, emite un nucleu (cluster) cu Ne neutroni și Ze protoni, mai greu decât o particulă alfa dar mai ușor decât un fragment de fisiune nucleară.  În urma dezintegrării rezultă un nucleu emis (cluster) și un alt nucleu având numărul de masă Ad = A - Ae și
numărul atomic Zd = Z - Ze, unde Ae =
Ne + Ze. De exemplu:
{\displaystyle \mathrm {~_{88}^{223}Ra} \rightarrow \mathrm {~_{6}^{14}C} +\mathrm {~_{82}^{209}Pb} }
Acest mod de dezintegrare rar a fost observat pînă în prezent mai ales în
nuclee care emit în mod predominant particule alfa, astfel că fenomenul este
însoțit de un fond imens de particule alfa (cel puțin un miliard pentru
fiecare cluster emis).
Raportul de ramificare față de dezintegrarea alfa
{\displaystyle B=T_{a}/T_{c}}
este foarte mic (a se vedea Tabelul de mai jos). Ta și
Tc  sunt perioadele parțiale de înjumătățire ale nucleului părinte față de dezintegrarea alfa și respectiv radoactivitatea cluster.
Cele două procese, ca și fisiunea nucleară sunt fenomene care au loc prin efectul tunel cuantic: clusterul pătrunde bariera de potențial.
Teoretic orice nucleu cu Z > 40 a cărui energie eliberată, Q, este pozitivă, poate fi un emițător spontan de clusteri. In practică, însă, observarea experimentală este limitată de către stadiul actual al tehnicii care cere ca durata de viață să fie sub 1032 s iar r1032 s,aportul de ramificare B > 10 −17.
În absența unei „pierderi” de energie pentru deformarea și excitarea fragmentelor (ca în cazul fisiunii), energia cinetică totală egală cu valoarea Q-ului se împarte între nucleul emis și nucleul fiică invers proporțional cu masele lor, 
{\displaystyle E_{k}=QA_{d}/A}
cum rezultă din legea de conservare a impulsului. Ad este numărul de masă al nucleului Ad = A – Ae.

## Istorie
Primele informații despre nucleul atomic s-au obținut la începutul secolului
20-lea prin studiul radioactivității. O vreme îndelungată s-au cunoscut doar 
trei tipuri de dezintegrări nucleare: alfa, beta și gamma. Acestestea
ilustrează trei dintre cele patru tipuri de interacții fundamentale din
natură: tare, slabă si electromagnetică. Fisiunea nucleară spontană a
devenit foarte cunoscută la scurt timp dupa descoperirea sa în 1940 de către
K. Petrzhak și G.N. Flerov, datorită aplicațiilor militare și pașnice
(energetice) ale fisiunii induse descoperite în 1939 de către Otto Hahn,
Lise Meitner și Fritz Strassmann în care se utilizează marea
cantitate de energie degajată în acest proces.
Există multe alte tipuri de radioactivitate, de exemplu radioactivitatea
cluster, radioactivitatea protonică (p) și diprotonică (2p), diverse moduri
de dezintegrare beta-întârziată (p, 2p, 3p, n, 2n, 3n, 4n, d, t, alfa, f), 
fisiunea izomeră, fisiunea ternară (fisiunea însoțită de particule), etc.  
Înălțimea barierei de potențial, în special de natură electrostatică, pentru
emisia de particule încărcate este mult mai mare decât energia cinetică a   
particulei emise.  Dezintegrarea spontană poate fi explicată doar prin      
tunelare cuantică într-un mod similar cu prima aplicație a Mecanicii        
cuantice la nuclee făcută de către G.  Gamow pentru a explica dezintegrarea 
alfa.
"În 1980 A. Sandulescu, DN Poenaru, și W. Greiner au descris calcule care
indică posibilitatea unui nou tip de dezintegrare a nucleelor grele
intermediară între dezintegrarea alfa și fisiunea spontană. Prima observare
a radioactivității de ioni grei a fost emisia ionului de carbon-14 de 30 de
MeV din radiu-223 de către H. J.  Rose și G.A. Jones în 1984".

De obicei teoria explică un fenomen deja observat experimental.
Radioactivitatea cluster este unul din rarele exemple de fenomene prezis
înainte de descoperirea experimentală.  Previziuni teoretice au fost făcute
în 1980,
 
patru ani înaintea descoperirii experimentale.

Au fost utilizate patru abordări teoretice: teoria fragmentării în care se
rezolvă ecuația Schroedinger având ca variabilă asimetria de masă pentru a
obține distribuția după mase a fragmentelor; calcule de penetrabilitate   
similare cu cele utilizate în teoria tradițională a dezintegrării alfa și 
modele de fisiune superasimetrică, numerică (NuSAF) și analitică (ASAF).  
Modelele de fisiune superasymmetrică sunt bazate pe metoda
macroscopică-microscopică
    
folosind modelul uniparticulă în pături cu două centre

pentru a obține nivelele de energie folosite ca date de intrare pentru
calculul corecțiilor de pături și împerechere. Ca model fenomenologic se
utilizează fie modelul picătură de lichid

fie modelul Yukawa-plus-exponențială

extinse la nuclee cu rapoarte sarcină/masă diferite.

Folosind teoria penetrabilității s-au prezis opt moduri de dezintegrare:
14C, 24Ne, 28Mg, 32,34Si,   
46Ar și 48,50Ca ale următoarelor nuclee părinte:  
222,224Ra, 230,232Th, 236,238U,
244,246Pu, 248,250Cm, 250,252Cf,
252,254Fm și 252,254No.
Primul experiment a fost raportat în 1984, când fizicienii de la
Universitatea din Oxford au descoperit că Ra223 emite spontan
câte un nucleu de C14 la fiecare miliard de dezintegrări alfa.

## Teoria
Tunelarea cuantică se poate calcula fie ca mai sus prin extinderea teoriei
fisiunii nucleare la o asimetrie de masă mai mare sau a teoriei
dezintegrării alfa la particule emise mai grele.  
Ambele abordări (fisiune alfa) pot exprima constanta de dezintegrare
{\displaystyle \lambda } = ln 2 / Tc, ca un produs de trei  
mărimi dependente de model
{\displaystyle \lambda =\nu SP_{s}}
unde {\displaystyle \nu } este frecvența asalturilor asupra barierei în unitate
de timp, S este probabilitatea preformării clusterului la suprafața
nucleului și Ps este penetrabilitatea barierei externe.  În
teoriile de tip alfa S este integrala suprapunerii funcțiilor de undă ale
partenerilor.  În teorii de fisiune probabilitatea preformării este
penetrabilitatea părții interne a barierei între punctele de întoarcere
inițial Ri și final (când cele două fragmente sunt 
tangente)
Rt.

Foarte frecvent se calculează folosind aproximarea Wentzel-Kramers-Brillouin
(WKB).
Un număr foarte mare, de ordinul 105, de combinații părinte -
nucleu emis au fost luate în considerare într-o căutare sistematică de noi
moduri de dezintegrare.  Cantitate mare de calcule s-a putut face într-un
timp rezonabil folosind modelul ASAF dezvoltat de către [[Dorin N.
Poenaru]], Walter Greiner și colab.  Acest model a fost primul folosit
la prezicerea mărimilor măsurabile în radioactivitatea de cluster.  Peste 
150 de moduri de dezintegrare au fost prezise înainte ca alte tipuri de   
calcule să fie raportate. S-au publicat tabele cuprinzătoare de durate de 
viață, răapoarte de ramificare și energii cinetice, ca de exemplu

Forme de bariere de potențial similare cu cele luate în considerare în cadrul
modelului ASAF au fost calculate utilizând metoda macroscopic-microscopică.  

Anterior

s-a demonstrat că chiar și dezintegrarea alfa poate fi considerată un caz
particular de fisiune rece.  Modelul ASAF poate fi folosit pentru a  
descrie în mod unitar dezintegrarea alfa, radioactivitatea cluster și    
fisiunea rece (a se vedea figura 6.7, p..  287 Ref.  [2]).
Se poate obține cu bună aproximare o curbă universală (UNIV) pentru orice
fel de mod de radioactivitatea cluster cu număr de masă Ae, inclusiv
dezintegrarea alfa
{\displaystyle \log T=-\log P_{s}-22.169+0.598(A_{e}-1)}
Într-o scară logaritmică ecuația log T = f (log Ps) reprezintă o
singură linie dreaptă pentru fiecare tip de radioactivitate cluster și poate
fi utilizată comod pentru a estima durate de viață.  O singură curbă
universală pentru alfa și toate radioactivitățile cluster rezultă dacă se
exprimă log T + log S = f (log Ps).

Datele experimentale privind radioactivitatea cluster în trei grupe de
nuclee părinte par-par, par-impar și impar-par sunt reproduse cu o acuratețe
comparabilă prin ambele tipuri de curbe universale, UNIV (tip fisiune) și   
UDL (obținută folosind o teorie de tip alfa: teoria matricii R).  

Pentru a calcula energia degajată
{\displaystyle Q=[M-(M_{d}+M_{e})]c^{2}}
se poate folosi o compilare recentă a masele măsurate.
 
M, Md și Me sunt masele nucleelor părinte, fiica și
emis iar c este viteza luminii. Excesul de masă este transformat în energie
în conformitate cu  formula lui Einstein E = mc2.

## Experimente
Principala dificultate experimentală în observarea emisiei spontane de
clusteri constă din necesitatea de a identifica câteva evenimente rare
într-un fond perturbator de particule alfa imens.  Mărimile determinate
experimental sunt perioada parțială de înjumătățire, Tc și  
energia cinetică a clusterului emis Ek.  Este nevoie și de  
identificarea particulelor emise.
Detectarea radiațiilor se bazează pe interacțiunile lor cu materia, ceea ce
duce în principal, la ionizări.  Folosind un telescop semiconductoar și o  
aparatură convențională electronică Rose și Jones au identificat ionii de  
14C emiși de 223Ra.  A fost necesară o durată a
măsurătorii de cca șase luni pentru a obține 11 evenimente utile.
Cu spectrometre magnetice moderne (SOLENO și Enge-split pole), la Orsay și
Argonne National Laboratory (vezi cap.  7 în Ref.  [2] pp.  188-204), s-a 
putut utiliza o sursă foarte puternică astfel că 11 evenimente au fost    
obținute doar în câteva ore.
Detectorii de urme nucleare cu corp solid (SSNTD) insensibili la particule
alfa și spectrometrele magnetice în care particulele alfa sunt deviate de un
câmp magnetic puternic au fost folosite cu succes pentru a depăși
dificultatea menționată.  SSNTD sunt ieftine și la îndemână, dar au nevoie
de o decapare chimică și scanare îndelungată la microscop pentru
identificarea și numărarea urmelor.
Un rol-cheie în experimentele efectuate la Berkeley, Orsay, Dubna și Milano
l-au jucat P.  Buford Price, Eid Hourany, Michel Hussonnois, Svetlana
Tretyakova, AA Ogloblin, Roberto Bonetti, A. Guglielmetti și colegii lor.
Regiunea principală de emițători observată experimental până în 2010
este situată mai sus de Z = 86:
221Fr, 221-224,226Ra, 223,225Ac,
228,230Th, 231Pa, 230,232-236U,
236,238Pu și 242Cm.
Doar limite superioare au putut fi detectate în următoarele cazuri:
dezintegrarea 12C a 114Ba, emisia de 15N
din 223Ac, a 18O din 226Th, a
24,26Ne din 232Th și din 236U, a
28Mg din 232,233,235U, radioactivitatea
30Mg a 237Np, și emisia 34Si din
240Pu și din 241Am.
Unii dintre emițători sunt membri ai celor trei familii naturale
radioactive. Alții au fost produși prin reacții nucleare.  Până în
prezent nu au fost observați emițători impar-impari.
Din multe moduri de dezintegrare cu timpi de înjumătățire și rapoarte de
ramificare relative la dezintegrarea alfa prezise cu modelul analitic al
fisiunii superasymmetrice(ASAF), următoarele 11 au fost confirmate
experimental: 14C, 20O, 23F,
22,24-26Ne, 28,30Mg, 32,34sup>Si.  Datele
experimentale sunt în concordanță cu valorile prezise.  S-a observat un   
efect de pături puternic: de regulă cel mai scurt timp de înjumătățire este
obținut atunci când nucleul fiică are un număr magic de neutroni
(Nd = 126) și/sau de protoni (Zd = 82).   
Radioactivitățile cluster cunoscute până în 2010 sunt:

| Nucleu părinte | Cluster emis | Raport de ramificare | log T(s) | Q (MeV) |
| -------------- | ------------ | -------------------- | -------- | ------- |
| 114Ba          | 12C          | < 3.4×10-5           | > 4.10   | 18.985  |
| 221Fr          | 14C          | 8.14×10-13           | 14.52    | 31.290  |
| 221Ra          | 14C          | 1.15×10−12           | 13.39    | 32.394  |
| 222Ra          | 14C          | 3.7×10−10            | 11.01    | 33.049  |
| 223Ra          | 14C          | 8.9×10−10            | 15.04    | 31.829  |
| 224Ra          | 14C          | 4.3×10−11            | 15.86    | 30.535  |
| 223Ac          | 14C          | 3.2×10−11            | 12.96    | 33.064  |
| 225Ac          | 14C          | 4.5×10−12            | 17.28    | 30.476  |
| 226Ra          | 14C          | 3.2×10−11            | 21.19    | 28.196  |
| 228Th          | 20O          | 1.13×10−13           | 20.72    | 44.723  |
| 230Th          | 24Ne         | 5.6×10−13            | 24.61    | 57.758  |
| 231Pa          | 23F          | 9.97×10−15           | 26.02    | 51.844  |
|                | 24Ne         | 1.34×10−11           | 22.88    | 60.408  |
| 232U           | 24Ne         | 9.16×10−12           | 20.40    | 62.309  |
|                | 28Mg         | < 1.18×10−13         | > 22.26  | 74.318  |
| 233U           | 24Ne         | 7.2×10−13            | 24.84    | 60.484  |
|                | 25Ne         |                      |          | 60.776  |
|                | 28Mg         | <1.3×10−15           | > 27.59  | 74.224  |
| 234U           | 28Mg         | 1.38×10−13           | 25.14    | 74.108  |
|                | 24Ne         | 9.9×10−14            | 25.88    | 58.825  |
|                | 26Ne         |                      |          | 59.465  |
| 235U           | 24Ne         | 8.06×10−12           | 27.42    | 57.361  |
|                | 25Ne         |                      |          | 57.756  |
|                | 28Mg         | < 1.8×10−12          | > 28.09  | 72.162  |
|                | 29Mg         |                      |          | 72.535  |
| 236U           | 24Ne         | < 9.2×10−12          | > 25.90  | 55.944  |
|                | 26Ne         |                      |          | 56.753  |
|                | 28Mg         | 2×10−13              | 27.58    | 70.560  |
|                | 30Mg         |                      |          | 72.299  |
| 236Pu          | 28Mg         | 2.7×10−14            | 21.52    | 79.668  |
| 237Np          | 30Mg         | < 1.8×10−14          | > 27.57  | 74.814  |
| 238Pu          | 32Si         | 1.38×10−16           | 25.27    | 91.188  |
|                | 28Mg         | 5.62×10−17           | 25.70    | 75.910  |
|                | 30Mg         |                      |          | 76.822  |
| 240Pu          | 34Si         | < 6×10−15            | > 25.52  | 91.026  |
| 241Am          | 34Si         | < 7.4×10−16          | > 25.26  | 93.923  |
| 242Cm          | 34Si         | 1×10−16              | 23.15    | 96.508  |

## Structura fină
Structura fină în radioactivitatea 14C a 223Ra a fost
discutată pentru prima dată de către M.  Greiner și W.  Scheid în 1986.

Sspectrometrul supraconductor SOLENO al IPN Orsay a fost folosit începând cu
anul 1984 pentru a identifica clusterii 14C emiși de nucleele de 
222-224,226Ra.  În plus a fost folosit pentru a descoperi

structura fină (tranziții către stări excitate ale nucleului fiică.
În mod surprinzător, experimentatorii au văzut o tranziție către prima stare
excitată a fiicei mai puternică decât cea către starea fundamentală. 
Tranziția este favorizată în cazul în care nucleonul decuplat rămâne în
aceeași stare atât în nucleul părinte cât și în nucleul fiică.  În caz 
contrar diferența de structură nucleară conduce la o interdicție puternică.
Interpretarea  a fost confirmată: principala componentă
sferică a funcției de undă a nucleului părinte deformat are un caracter 
i11/2, adică este sferică.